# Luke Perry

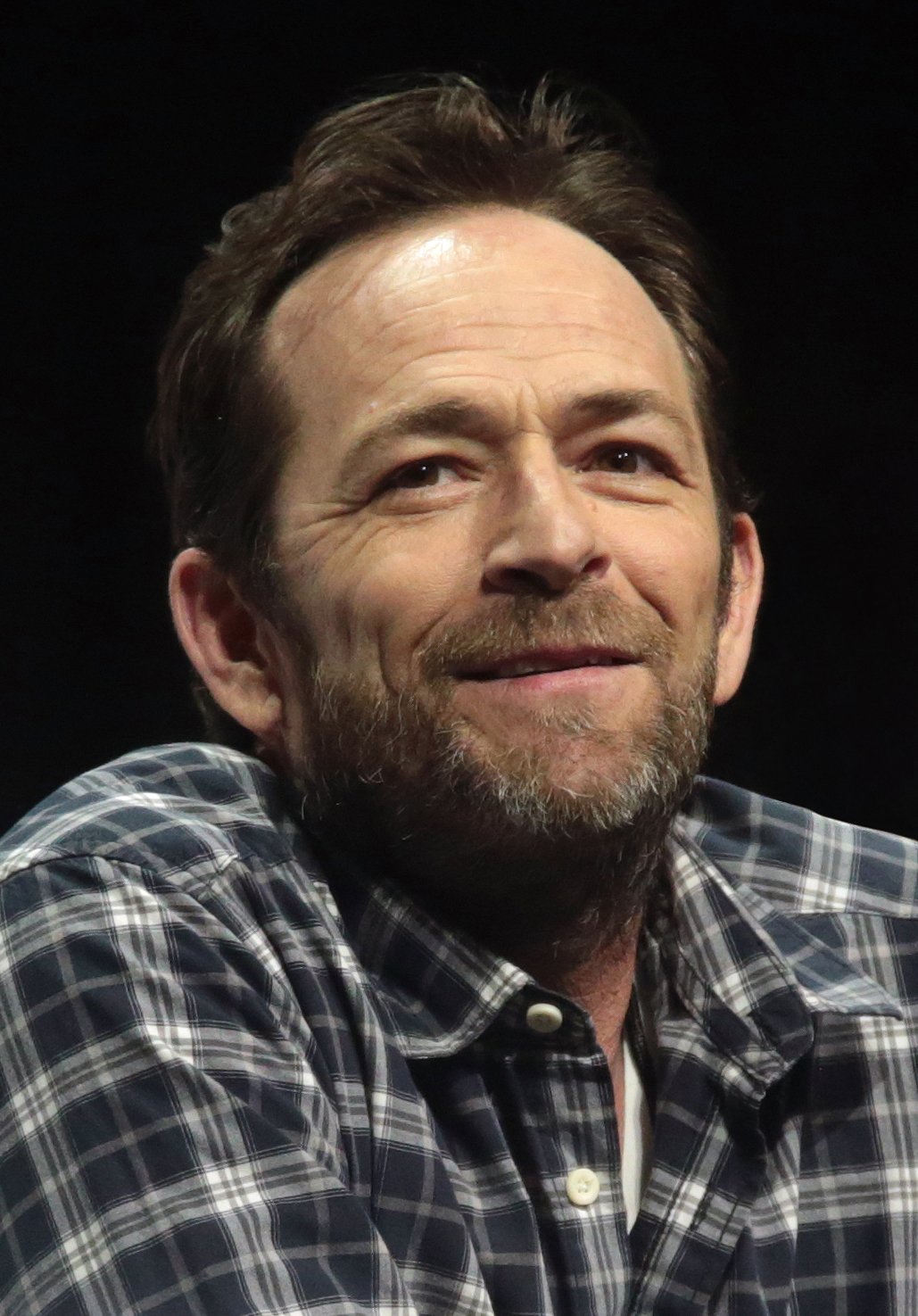
Luke Perry bei der WonderCon (2017)

Coy Luther „Luke“ Perry III (* 11. Oktober 1966 in Mansfield, Ohio; † 4. März 2019 in Burbank, Kalifornien) war ein US-amerikanischer Schauspieler und Synchronsprecher. Bekannt wurde Perry vor allem durch seine Rolle als Dylan McKay in der Fernsehserie Beverly Hills, 90210.

## Leben
Luke Perry wurde im Oktober 1966 in Mansfield geboren und wuchs im ländlichen Frederickstown im US-Bundesstaat Ohio auf. Sein Vater Coy Luther Perry II (1944–1980) arbeitete in einem Stahlwerk und seine Mutter Ann Perry ist Hausfrau. Seine Eltern ließen sich scheiden, als Perry sechs Jahre alt war, und seine Mutter heiratete im Jahr 1978 erneut. Er hat einen älteren Bruder namens Thomas (* 1965), eine jüngere Schwester namens Amy (* 1970) und eine Halbschwester namens Emily (* 1976) aus der zweiten Ehe seiner Mutter. Luke besuchte die Fredericktown High School und machte seinen Abschluss im Jahr 1984.
Nach dem Ende seiner Schulzeit zog er nach Los Angeles, um Schauspieler zu werden. Um sich seinen Schauspielunterricht finanzieren zu können, arbeitete Perry in einer Fabrik und als Straßenbauarbeiter. Er ging zu über 200 Castings, bevor er 1988 seine erste Rolle in der Seifenoper Loving erhielt.

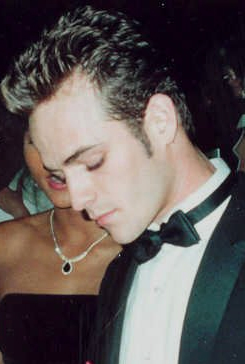
Luke Perry bei den Emmy Awards 1991

Internationale Berühmtheit erlangte Perry schließlich im Jahr 1990 in der Rolle des Dylan McKay in der Fernsehserie Beverly Hills, 90210, die er von 1990 bis 1995 und von 1998 bis 2000 spielte. Während seiner dreijährigen Auszeit bei Beverly Hills, 90210 war Perry in einigen Fernsehproduktionen und dem Kinofilm Das fünfte Element (1997) an der Seite von Bruce Willis und Milla Jovovich zu sehen.
Nach dem Ende von Beverly Hills, 90210 spielte Perry unter anderem in Filmen wie Gefangen im Bermuda-Dreieck, Tödliche Formel (beide 2001) und Supernova – Wenn die Sonne explodiert sowie in den Fernsehserien Will & Grace (2005) und Law & Order: New York (2008).
2011 arbeitete Perry wieder mit seinem ehemaligen Beverly Hills, 90210-Kollegen Jason Priestley zusammen. Bei dem Western Goodnight for Justice führte Priestley Regie, während Perry die Hauptrolle übernahm und sich als Produzent betätigte. Ab 2017 spielte er in 47 Folgen der Netflix-Serie Riverdale die Rolle des Fred Andrews, Vater der Hauptfigur Archie Andrews. Nach Perrys unerwartetem Tod ließ man auch die Figur den Serientod sterben. Einige Monate nach Perrys Tod erschien Quentin Tarantinos Film Once Upon a Time in Hollywood in den Kinos, in dem er in einer Nebenrolle einen Schauspielkollegen von Leonardo DiCaprios Figur spielte.
Luke Perry war von November 1993 bis Oktober 2003 mit dem Model Rachel Sharp verheiratet. Das Paar bekam zwei Kinder, einen Sohn (* 1997) und eine Tochter (* 2000). Sein Sohn Jack Perry ist als Wrestler unter dem Namen Jungle Boy bei All Elite Wrestling bekannt.
Am 27. Februar 2019 erlitt Perry einen schweren Schlaganfall. Daraufhin wurde er in ein Krankenhaus in Burbank eingeliefert. Dort verstarb er am Morgen des 4. März 2019 im Alter von 52 Jahren. Perry wurde auf seiner Farm in Dickson beigesetzt.

## Filmografie (Auswahl)

### Schauspieler
- 1988: Loving (Fernsehserie, 1 Folge)
- 1988–1990: Another World (Fernsehserie, 10 Folgen)
- 1990–2000: Beverly Hills, 90210 (Fernsehserie, 199 Folgen)
- 1991: American Cocktail (Scorchers)
- 1992: Die Letzte Party (Terminal Bliss)
- 1992: Buffy – Der Vampir-Killer (Buffy the Vampire Slayer)
- 1993: The Webbers (Fernsehfilm)
- 1994: 8 Seconds – Tödlicher Ehrgeiz (8 Seconds)
- 1995: Vacanze di Natale ‘95
- 1996: Normal Life – Tödliche Illusion (Normal Life)
- 1996: American Strays – Lieben oder töten (American Strays)
- 1996: Mortal Kombat: Defenders of the Realm (Fernsehserie, Sprechrolle)
- 1997: Chaos City (Spin City, Fernsehserie, Folge 1x16)
- 1997: Riot (Fernsehfilm)
- 1997: Lethal Invasion – Attacke der Alien-Viren (Invasion, Fernsehfilm)
- 1997: Das fünfte Element (The Fifth Element)
- 1997: Deadly Lovers (Lifebreath)
- 1998: Den Kopf in der Schlinge (Indiscreet, Fernsehfilm)
- 1999: The Florentine
- 1999: Storm
- 2000: Shot Down (The Heist)
- 2000: Attention Shoppers
- 2001: Tödliche Formel (The Enemy)
- 2001: Dirt
- 2001: Night Visions (Fernsehserie)
- 2001: Gefangen im Bermuda-Dreieck (The Triangle, Fernsehfilm)
- 2001: Just for Laughs: Montreal Comedy Festival (Fernsehfilm)
- 2001–2002: Oz – Hölle hinter Gittern (Oz, Fernsehserie, 10 Folgen)
- 2002: Fogbound
- 2002: Johnson County War (Fernsehfilm)
- 2002–2004: Jeremiah – Krieger des Donners (Jeremiah, Fernsehserie, 34 Folgen)
- 2003: Down The Barrel
- 2005: Will & Grace (Fernsehserie, Folge 7x17)
- 2005: Hallo Holly (What I Like About You, Fernsehserie, 3 Folgen)
- 2005: Feuerhölle (Descent)
- 2005: Supernova – Wenn die Sonne explodiert (Supernova)
- 2006: Windfall (Fernsehserie, 13 Folgen)
- 2006: Dishdogz
- 2007: Alice Upside Down
- 2007: John from Cincinnati (Fernsehserie, 10 Folgen)
- 2008: A Gunfighter’s Pledge (Fernsehfilm)
- 2008: Law & Order: Special Victims Unit (Fernsehserie, Folge 10x01)
- 2008: Criminal Minds (Fernsehserie, Folge 4x03)
- 2008: A Very Merry Daughter of the Bride (Fernsehfilm)
- 2009: Meine Braut, meine besten Freunde und ich (Äntligen midsommar!)
- 2009: Upstairs
- 2009: Angel and the Bad Man (Fernsehfilm)
- 2009: The Storm (Fernsehserie, Folgen 1x01–1x02)
- 2009: Silent Venom
- 2010: Leverage (Fernsehserie, Folge 2x13)
- 2010: Good Intentions
- 2010: The Final Storm (Final Storm)
- 2010: Redemption Road
- 2010: Generator Rex (Fernsehserie, Folge 1x05)
- 2010: Hanna’s Gold
- 2010: FCU: Fact Checkers Unit (Fernsehserie, 8 Folgen)
- 2011: Goodnight for Justice (Fernsehfilm)
- 2012–2013: Body of Proof (Fernsehserie, 5 Folgen)
- 2013: Raising Hope (Fernsehserie, Folge 3x18)
- 2013: K9 – Das große Weihnachtsabenteuer (K-9 Adventures: A Christmas Tale)
- 2013: Red Wing
- 2013: Community (Fernsehserie, Folge 4x03)
- 2014: Major Crimes (Fernsehserie, Folge 3x08)
- 2014: A Fine Step
- 2014: Hot in Cleveland (Fernsehserie, Folge 5x24)
- 2014: The Beat Beneath My Feet
- 2015: Black Beauty
- 2015: Ties that Bind (Fernsehserie, 5 Folgen)
- 2015: Jesse Stone – Lost in Paradise (Fernsehfilm)
- 2015: Dragon Warriors
- 2016: Race to Redemption
- 2017: It’s Gawd!
- 2017–2019: Riverdale (Fernsehserie, 47 Folgen)
- 2019: BH90210 (Fernsehserie)
- 2019: Once Upon a Time in Hollywood

### Synchronisation und sonstige Sprechrollen
- 1993: Die Simpsons (Zeichentrickserie, 1 Folge)
- 1994–1995: Biker Mice from Mars (Zeichentrickserie, 6 Folgen) … als Napoleon Brie
- 1996–1997: The Incredible Hulk (Zeichentrickserie, 10 Folgen) … als Rick Jones
- 1999: The Night of the Headless Horseman (Fernsehfilm) … als Brom Bones
- 1999–2000: Pepper Ann (Zeichentrickserie, 3 Folgen) … als Stewart Walldinger
- 2003: Clone High (Zeichentrickserie, 1 Folge) … als Ponce de Leon
- 2007: Biker Mice from Mars (Zeichentrickserie, 1 Folge) … als Napoleon Brie
- 2011: Pound Puppies – Der Pfotenclub (Pound Puppies, Zeichentrickserie, 1 Folge) … als Fang